# Motandra poecilophylla
Motandra poecilophylla là một loài thực vật có hoa trong họ La bố ma. Loài này được Wernham mô tả khoa học đầu tiên năm 1916.